# 413

413(사백십삼)은 412보다 크고 414보다 작은 자연수다.

## 수학
- 합성수로, 그 약수는 1, 7, 59, 413이다. 진약수의 합은 67이므로, 413은 부족수다.
  - 130번째 반소수다. 앞의 반소수는 411, 다음 반소수는 415다.
- {\displaystyle 413=6^{2}+11^{2}+16^{2}}
  - 공차가 5인 세 자연수의 제곱합으로 나타낼 수 있는 수다. 이 성질을 지닌 앞의 수는 350, 다음 수는 482이다.
- {\displaystyle 60^{3}-1}은 413으로 나누어떨어진다.

## 과학·기술
- NGC 413(영어판): 고래자리 방향에 있는 나선은하.
- HTTP 413 (Payload Too Large→너무 긴 요청): 요청의 본문이 너무 길어서 서버가 처리할 수 없을 때, 웹 서버가 보내는 HTTP 상태 코드.

## 교통

### 철도
- 수도권 전철 4호선 쌍문역의 역번호.
- 부산 도시철도 4호선 고촌역의 역번호.

### 도로
- 국도 제413호선
  - 일본 413번 국도(일본어판): 야마나시현 후지요시다시에서 가나가와현 사가미하라시 미도리구까지 이어지는 일본의 국도.
- 기타 도로
  - 413번 지방도 (폐지): 강원도 영월군 북면 문곡리에서 평창군 미탄면 창리까지 이어지던 대한민국의 과거 지방도.
  - 현도 제413호선

## 군사
- U-413(영어판, 독일어판): 제2차 세계 대전에 사용된 나치 독일의 군용 잠수함.

## 문화유산
- 대한민국의 보물 제413호: 경주 독락당
- 대한민국의 사적 제413호: 시흥 방산동 청자와 백자 요지

## 기타
- 날짜: 4월 13일
- 연도: 413년, 기원전 413년